# Batalla del Castillo de Turjak
La batalla del Castillo de Turjak, también conocida como batalla de Turjak, comenzó el 12 de septiembre de 1943 y fue un combate de la Segunda Guerra Mundial entre partisanos yugoslavos (incluidos eslovenos),  en cooperación con militares italianos que acababan de rendirse a los Aliados en todos los frentes, contra la Legión Eslovena (Slovenska Legija), la Guardia de Pueblos (Vaske Straze) y otras fuerzas remanentes del Real Ejército Yugoslavo.

## Antecedentes
Los partisanos eslovenos eran aliados de la Unión Soviética, alianza que tenía el objetivo de extender el comunismo por Eslovenía y así obtener el poder que nunca logró con las elecciones democráticas. Por ello, cooperaban con la Unión Soviética a través del Comintern y, en el campo de batalla, muchas veces con las fuerzas ocupantes como las italianas  en Grčarice y Turjak. Su objetivo de llegar al poder provocó una revolución en Eslovenia que degeneró en una guerra civil mientras el país se encontraba ocupado por las fuerzas del Eje.
La ocupación efectiva comenzó en Eslovenia en abril de 1941 dirigida por fuerzas alemanas, italianas y húngaras. Aprovechando esta situación de ocupación donde reinaba la incertidumbre y la falta de libertades, las deportaciones a campos de trabajos forzados o campos de concentración, los partisanos comenzaron con sus actividades de sabotaje y atentados. Se estima que en el transcurso de 18 meses atentaron contra más de 1000 eslovenos, la mayoría civiles con puestos importantes en la sociedad como jueces, dirigentes políticos, religiosos, directores y profesores de instituciones educativas, etc. Esta situación llevó a que se autoconvocaran voluntariamente para crear distintas fuerzas y combatir estos atentados, amparados  bajo las leyes de la convenciones de La Haya y Ginebra sobre los derechos a organizarse bajo ocupación extranjera.
Los partisanos se enfrentaron a las fuerzas compuestas por demócratas prooccidentales que se habían organizado para defender su patria, entre ellas la Legión Eslovena (Slovenska Legija), La Guardia de Pueblos (Vaske Straze) y otras fuerzas remanentes del Real Ejército Yugoslavo que seguían combatiendo a los ocupantes y a los partisanos por igual. Estas fuerzas fueron creadas cumpliendo el Reglamento de La Haya de 1907 sobre las políticas aplicables en países ocupados entre las que se encuentran el armado de policías para mantener el orden. Además también intentaban conseguir el liderazgo político y militar de un país bajo ocupación. Los partisanos llamaban, de manera peyorativa,  a todas estas fuerzas Guardia Blanca, utilizando el mismo nombre dado por los revolucionarios soviéticos a aquellos que se habían opuesto a la toma del poder por parte de los comunistas en Rusia.

## La batalla
Durante septiembre y octubre de 1943 la capitulación de las fuerzas italianas en Yugoslavia dio lugar a un aumento de las actividades de los partisanos. En uno de estos incidentes, la Brigada Prešeren en cooperación con soldados italianos que disponían de armamento pesado (tanques) intentó apoderarse del Castillo de Turjak donde estaban reagrupadas la Guardia de Pueblos y otras fuerzas nacionales eslovenas. Tras seis días de intensos bombardeos, numerosos daños al castillo y, finalmente, con promesas de amnistía para todos los que se rindieran, fue tomado castillo. Aunque se produjeron bajas durante la batalla, la mayoría de muertes fueron por las ejecuciones de los soldados que se habían rendido, asesinados cerca del bosque de Kocevje (Kočevski Rog). El número de víctimas de las fuerzas anticomunistas llegó a las 695. 
Para legitimar parcialmente sus acciones, los partisanos llevaron a cabo un juicio que fue ilegal ya que no contaba con el mínimo grado de defensa por parte de los acusados; todos fueron sentenciados a muerte y ejecutados. Como consecuencia,  fue eliminada gran parte del alto mando de los Vaske Straze, que en su mayoría tenía experiencia militar por haber sido parte del Ejército Real Yugoslavo.
Después de esta batalla todas las fuerzas eslovenas anticomunistas se organizaron como Domobranci y a partir de abril de 1945 formaron el Ejército Nacional de Eslovenia.

## Localización y diseño
El castillo tiene una forma trapezoidal, con el flanco este apoyado sobre un pequeño acantilado, más bajo que el resto de la fortaleza. En cada una de las esquinas hay una torre.
Las primeras menciones a la existencia del castillo datan de 1220 pero los historiadores estiman que fue construido en el siglo X u XI. Un terremoto en 1511 dañó su estructura y se reformó hasta adoptar la forma que tenía durante la batalla que es la misma que la actual. 
Desde 1943 ha pasado por varios periodos de reconstrucción, especialmente intensos entre 2004 y 2006, que culminaron la apertura al público de varias partes del castillo, como la Capilla Dálmata (con frescos del siglo XV), el Gran Salón, la Capilla Católica y la Torre del Buey.